# Ronald Neame
Ronald Elwin Neame, född 23 april 1911 i London, död 16 juni 2010 i Los Angeles, Kalifornien, var en brittisk regissör, manusförfattare och producent. Han nominerades till en Oscar tre gånger. Han nominerades 1942 för filmen Ett av våra flygplan saknas, i kategorin bästa specialeffekter. 1946 och 1947 nominerades han för bästa manus för filmerna Kort möte respektive Lysande utsikter. Neame gjorde sig också känd som regissör av filmer som Täcknamn Odessa, Meteor och SOS Poseidon, varav den sistnämnda var hans största succé. Neame avled den 16 juni 2010 i sviterna av ett fall.

## Filmografi
- One of Our Aircraft is Missing  (1942) specialeffekter
- Blithe Spirit (1945) manusförfattare
- Kort möte (Brief Encounter) (1945) manusförfattare
- Lysande utsikter (Great Expectations) (1946) manusförfattare & producent
- Take My Life (1947)
- Oliver Twist (1948) producent
- Golden Salamander (1950)
- The Card (1952)
- The Million Pound Note (1953)
- Mannen som inte fanns (1956)
- The Seventh Sin (1957)
- Windom's Way (1957)
- The Horse's Mouth (1958)
- Tunes of Glory (1960)
- Escape from Zahrain (1962)
- I Could Go On Singing (1963)
- The Chalk Garden (1964)
- Mister Moses (1965)
- Welcome, Mr Beddoes (USA-titel: A Man Could Get Killed, 1966)
- Gambit (1966)
- Prudence and the Pill (1968)
- Miss Brodies bästa år (1969)
- Scrooge (1970)
- SOS Poseidon (The Poseidon Adventure) (1972)
- Täcknamn Odessa (The Odessa File) (1974)
- Meteor (1979)
- Hopscotch (1980)
- First Monday in October (1981)
- Foreign Body (1986)
- The Magic Balloon (1990)